# Radana
Ženské jméno Radana vzniklo zkrácením jména slovanského původu Radovana, které znamená radost přinášející, radující se.
Mužskou obdobou jména je Radan a Radovan.

## Datum jmenin
- Český kalendář: 15. prosince

## Statistické údaje
Následující tabulka uvádí četnost jména v ČR a pořadí mezi ženskými jmény ve srovnání dvou roků, pro které jsou dostupné údaje MV ČR – lze z ní tedy vysledovat trend v užívání tohoto jména:
| Rok       | Četnost  | Pořadí   |
| 1999      | 1678     | 178.     |
| 2002      | 1680     | 181.     |
| Porovnání | o 2 více | o 3 méně |

Změna procentního zastoupení tohoto jména mezi žijícími ženami v ČR (tj. procentní změna se započítáním celkového úbytku žen v ČR za sledované tři roky) je +0,9%.

## Radana v jiných jazycích
- Slovensky, srbochorvatsky: Radana
- Polsky, slovinsky: Rada
- Anglicky: Joy, Joyce
- Italsky: Gioia

## Významné osoby se jménem Radana
- Radana Labajová – česká popová zpěvačka
- Radana Königová – významná česká lékařka v oblasti popáleninové medicíny a vysokoškolská profesorka
- Radana Klimešová – významná česká filozofka